# Hemerotrecha elpasoensis
Hemerotrecha elpasoensis är en spindeldjursart som beskrevs av Muma 1962. Hemerotrecha elpasoensis ingår i släktet Hemerotrecha och familjen Eremobatidae. Inga underarter finns listade i Catalogue of Life.